# Земята: Ново начало
„Земята: Ново начало“ (на английски: After Earth) е американски постапокалиптичен екшън филм от 2013 г. на режисьора М. Найт Шаямалан, който е съсценарист със Гари Уита, с участието на Уил Смит и неговият син Джейдън Смит. Премиерата на филма е на 31 май 2013 г.